# Chiesa di Santa Maria Draperis
La chiesa di Santa Maria Draperis (in turco Meryem Ana Draperis Latin Katolik Kilisesi) è una chiesa cattolica di Istanbul, importante per ragioni storiche. Costruita nel 1584, essa è una delle più antiche parrocchie di Istanbul. L'edificio si trova nel distretto di Beyoğlu, al numero 215 di İstiklal Caddesi, (l'antica Grande Rue de Pera), in fondo ad una scalinata, protetta da un'artistica cancellata.

## Storia
Nel 1453, alcuni mesi prima della conquista di Costantinopoli da parte degli Ottomani, i frati francescani avevano appena completato la costruzione della chiesa di Sant'Antonio dei Cipressi a Sirkeci (allora centro commerciale della Repubblica di Venezia a Costantinopoli), sulla riva sud del Corno d'Oro, ma subito dopo la conquista furono costretti ad abbandonarla. Dopo molte peregrinazioni, nel 1584 si trasferirono a Galata, nei dintorni di Mumhane (dove una donna cristiana, Clara Maria Draperis, donò loro una casa da trasformare in cappella. L'altare della cappella venne adornato con un'icona lignea rappresentante la Vergine Maria. La cappella andò completamente a fuoco nel 1660, e l'icona venne salvata da un membro della famiglia Draperis. In caso di distruzione totale a causa di incendio, le leggi ottomane disponevano la restituzione del suolo allo Stato. A causa di ciò, allo scopo di ricostruire la chiesa, i frati chiesero un firmano al Sultano per la ricostruzione della chiesa, ma in assenza dell'autorizzazione ricostruirono lo stesso la chiesa che venne demolita nel 1663 dal governo ottomano. I frati abbandonarono il luogo e si stabilirono più in alto a Pera, in un luogo dal nome Dörtyol (quadrivio). Lì costruirono, nel 1678, una nuova chiesa che bruciò nel 1697 e venne ricostruita e distrutta di nuovo dal forte terremoto del 1727. Eretta ancora una volta, andò a fuoco per la terza volta nel 1767 e venne finalmente ricostruita per la quinta volta nel 1769. Dopo ogni incendio l'icona della Vergine venne sempre messa in salvo e si trova ancora oggi sull'altare maggiore della chiesa. Assieme alla chiesa Sant'Antonio di Padova, anch'essa in viale Istiklal, e alla chiesa di San Pietro e Paolo a Galata, la chiesa è una delle tre chiese cattoliche del quartiere levantino di Istanbul. Durante il XIX secolo la chiesa divenne la più prestigiosa chiesa cattolica di Istanbul. Nel 1803 la parrocchia aveva un gregge di 470 levantini, oltre a numerosi cristiani arabi provenienti da Aleppo e cattolici armeni.
La chiesa è ancora tenuta da frati francescani che officiano giornalmente la messa in italiano ed in spagnolo tutte le domeniche.

## Architettura ed interni

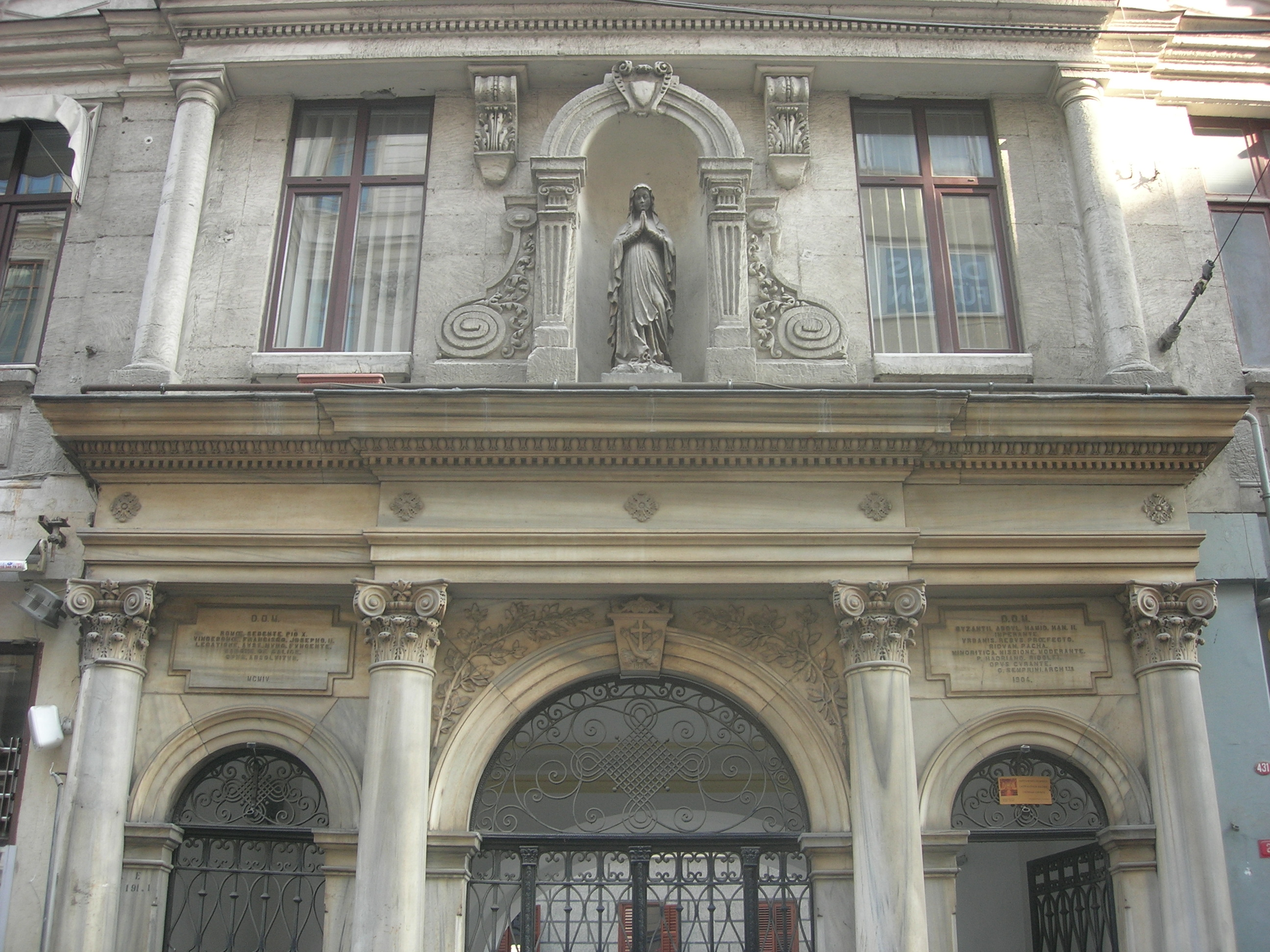
Parte superiore della facciata su viale Istiklal

Il complesso ha un ingresso in stile bizantino - abbellito da una statua della Vergine Maria in una nicchia sul prospetto su viale Istiklal, da dove una scalinata scende verso l'ingresso della chiesa. L'edificio ha pianta rettangolare a tre navate ed coperto da una volta a botte decorata nel 1874. La chiesa è dotata di torre campanaria a pianta quadrata, non visibile dalla strada. L'altare maggiore, eretto nel 1772, è stato realizzato in marmo di Carrara ed ospita l'icona donata da Maria Draperis e che dà il nome alla chiesa. La chiesa ospita quattro dipinti, tre dei quali di scuola veneta. Il primo, entrando a destra, - dipinto nel 1873 - rappresenta l'Immacolata Concezione con due santi francescani. Il secondo ritrae San Francesco d'Assisi che riceve le Stimmate a La Verna.
A sinistra del presbiterio vi è una tela rappresentante la morte di San Giuseppe assistito da Gesù e Maria, mentre una tela vicina all'ingresso rappresenta San Rocco, protettore contro la peste bubbonica, una malattia che ha colpito Istanbul diverse volte in passato. Le stazioni della Via Crucis, la statua di Sant'Antonio di Padova e l'affresco del battistero sono tutte del 1959, opere del francescano Alberto Farina.
Le due vetrate dell'abside sono di scuola tedesca e rappresentano San Francesco e Santa Chiara d'Assisi. All'interno della chiesa, si trovano diverse lapidi, del XVIII e XIX secolo (la maggior parte in italiano e latino) a ricordo di facoltose famiglie levantine, benefattori della chiesa, vescovi e consoli di nazioni europee a Costantinopoli.